# 挪华盟会
挪华盟会（Norske Missions-Forbund，Norwegian Alliance Mission，NMF）是中国内地会的一个协同公会，成立于1884年，总部奥斯陆。
1903年，挪华盟会在陕西省龙驹寨镇（今丹凤县）开设在中国的第一个传教站。1919年，挪华盟会在陕南有西教士4人，受餐信徒91人。
1935年，挪华盟会在陕南设商县、山阳两总堂，有西教士5人。